# Ophion fallax
Ophion fallax là một loài tò vò trong họ Ichneumonidae.